# Johannes Behre
Johannes Behre (* 28. Mai 1897 in Hamburg; † 8. Mai 1960 in West-Berlin) war ein deutscher Politiker (SPD).
Johannes Behre besuchte eine Volksschule und machte ab 1911 eine Lehre als Handlungsgehilfe. Ebenfalls 1911 trat er der Sozialistischen Arbeiter-Jugend (SAJ) und dem Zentralverband der Angestellten (ZdA) bei. Er wurde Zolldeklarant in Hamburg, bis er im Ersten Weltkrieg 1916 eingezogen wurde. 1918 trat er der SPD bei und wurde Mitbegründer und Mitherausgeber der Zeitschrift „Junge Menschen“. Von 1921 bis 1926 arbeitete Behre in der Landwirtschaft und trat 1924 auch dem Reichsbanner Schwarz-Rot-Gold bei. 1926 wechselte er nach Berlin und wurde Hafenarbeiter bei der BEHALA, wo er von 1928 bis 1930 Vorsitzender des Betriebsrats im Bereich Westhafen war. Mit der „Machtergreifung“ der Nationalsozialisten wurde er 1933 wegen seiner politischen Tätigkeiten entlassen. Erst 1936 konnte Behre Arbeit finden, doch 1939 wurde er im Zweiten Weltkrieg erneut eingezogen. Zuletzt war er Hauptfeldwebel in der Wehrmacht, bis er im April 1945 in sowjetische Kriegsgefangenschaft geriet.
Nach dem Krieg kehrte Behre im November 1945 nach Berlin zurück und arbeitete wieder bei der BEHALA. Er trat zunächst dem Freien Deutschen Gewerkschaftsbund (FDGB) bei, doch mit der Gründung der Unabhängigen Gewerkschaftsopposition (UGO) im Mai 1948 wechselte er dorthin. Bei der Berliner Wahl 1948 wurde er in die Stadtverordnetenversammlung von Groß-Berlin gewählt. 1950 wurde Behre bis zu seinem Tod Bezirksleiter der Gewerkschaft Öffentliche Dienste, Transport und Verkehr (ÖTV) heute ver.di in Berlin. Bei der Ersten Mai-Demonstration 1960 erlitt er einen Herzinfarkt und starb eine Woche später.